# Азербайджан на летних Олимпийских играх 1996
В 1996 году на летних Олимпийских играх в Атланте Азербайджан впервые принял участие как независимое государство. Ранее азербайджанские атлеты соревновались в составе команды Советского Союза на Играх с 1952 по 1988 год, а после распада Советского Союза, Азербайджан был частью единой команды на Олимпиаде 1992 года.

## Награды

### Серебро
| Серебро |                 |                           |
| №       | Спортсмены      | Вид спорта (дисциплина)   |
| 1       | Намик Абдуллаев | Вольная борьба (до 52 кг) |

## Состав сборной
На летних Олимпийских играх Азербайджан представили 23 спортсмена в 9 видах спорта. Трое членов сборной, Магомедсалам Гаджиев (вольная борьба, 1992), Назим Гусейнов (дзюдо, 1992) и Валерий Тимохин (стрельба; 1988, 1992) уже выступали на Олимпийских играх. Для остальных эти игры были первыми в карьере.
Из 23 спортсменов 20 были мужчины, 3 — женщины. В составе сборной Азербайджана больше всего было борцов — 8 человек. Самым старшим спортсменом в сборной была 38-летняя Ирада Ашумова, самым молодым — 18 летний борец Таир Захидов.
 Бокс
1. Адалят Мамедов
2. Ильхам Керимов

 Борьба
Вольная борьба
1. Намик Абдуллаев
2. Ариф Абдуллаев
3. Эльшад Аллахвердиев
4. Магомедсалам Гаджиев
5. Магомед Ибрагимов
6. Давуд Магомедов

Греко-римская борьба
1. Вилаят Агаев
2. Таир Захидов

 Дзюдо
1. Назим Гусейнов
2. Зульфия Гусейнова

 Лёгкая атлетика
1. Ариф Ахундов
2. Васиф Асадов
3. Алексей Фатьянов
4. Эльвира Джаббарова

 Плавание
1. Эмин Гулиев

 Прыжки в воду
1. Эмин Джебраилов

 Стрельба
1. Валерий Тимохин
2. Ирада Ашумова

 Тяжёлая атлетика
1. Асиф Меликов
2. Тофик Гейдаров

 Фехтование
1. Эльхан Мамедов

## Результаты выступлений

### Бокс
Соревнования по боксу проводились по олимпийской системе на выбывание. Проигравший спортсмен попадал в утешительный турнир, где получал возможность побороться за бронзовую медаль соревнований. Азербайджан представляло на Олимпиаде двое боксёров: Ильхам Керимов в весовой категории до 81 кг и Адалят Мамедов в весе от 91 кг.
Ильхам Керимов проиграл первый же бой шведу Исмаелю Коне, Мамедов же, победив в первых двух поединках, дошёл до четвертьфинала, где из-за судейской ошибки пакистанского арбитра проиграл спортсмену из Нигерии, удостоившись пятого места.
Мужчины
| Категория | Спортсмены     | 1/16 финала           | 1/8 финала           | Четвертьфинал          | Полуфинал            | Финал                | Место                |
| Категория | Спортсмены     | Соперник Результат    | Соперник Результат   | Соперник Результат     | Соперник Результат   | Соперник Результат   | Место                |
| --------- | -------------- | --------------------- | -------------------- | ---------------------- | -------------------- | -------------------- | -------------------- |
| до 81 кг  | Ильхам Керимов | SWEИ. Коне П 3-22     | Завершил выступление | Завершил выступление   | Завершил выступление | Завершил выступление | Завершил выступление |
| от 91 кг  | Адалят Мамедов | CZEП. Хорачек В RSC-2 | FRAЖ. Блокюс В RSC-1 | NGRД. Докивари П 3-RSC | Завершил выступление | Завершил выступление | 5                    |

### Борьба

Серебряный призёр Олимпийских игр 1996 года Намик Абдуллаев (крайний слева) на церемонии награждения

Соревнования по борьбе проводились по олимпийской системе на выбывание. Проигравший спортсмен попадал в утешительный турнир, где получал возможность побороться за бронзовую медаль соревнований.
Вольная борьба
Мужчины
| Категория | Спортсмены           | 1/16 финала              | 1/8 финала                                     | Четвертьфинал                                    | Полуфинал                 | Финал                   | Место |
| Категория | Спортсмены           | Соперник Результат       | Соперник Результат                             | Соперник Результат                               | Соперник Результат        | Соперник Результат      | Место |
| --------- | -------------------- | ------------------------ | ---------------------------------------------- | ------------------------------------------------ | ------------------------- | ----------------------- | ----- |
| до 52 кг  | Намик Абдуллаев      | Л. Росселли (USA) В 7:0  | Х. Сасаяма (JPN) В 11:0                        | А. Ачилов (UZB) В 11:0                           | Г. Мохаммади (IRI) В 10:0 | В. Йорданов (BUL) П 3:4 | 2     |
| до 57 кг  | Ариф Абдуллаев       | М. Талаей (IRI) П 1:4    | Утешительный турнир                            | Утешительный турнир                              | Утешительный турнир       | За 3-е место            | 10    |
| до 57 кг  | Ариф Абдуллаев       | М. Талаей (IRI) П 1:4    | А. Фидаров (UKR) В 11:0                        | Н. Алиджанов (MDA) В 4:3                         | Х. Доган (TUR) П 1:3      | Не прошёл               | 10    |
| до 68 кг  | Эльшад Аллахвердиев  | Я. Форич (HUN) В 3:0     | Х. Сан-хо (KOR) П 3:5                          | Утешительный турнир                              | Утешительный турнир       | За 3-е место            | 14    |
| до 68 кг  | Эльшад Аллахвердиев  | Я. Форич (HUN) В 3:0     | Х. Сан-хо (KOR) П 3:5                          | К. Кыйв (EST) П 1:5                              | Не прошёл                 | Не прошёл               | 14    |
| до 74 кг  | Магомедсалам Гаджиев | П. Джан Сун (KOR) П 1:4  | Утешительный турнир                            | Утешительный турнир                              | Утешительный турнир       | За 7-е место            | 8     |
| до 74 кг  | Магомедсалам Гаджиев | П. Джан Сун (KOR) П 1:4  | М. Куруглиев (KAZ) В 4:0 А. Риттер (HUN) В 3:2 | А. Родригез (CUB) В 6:2                          | А. Лайпольд (GER) П 0:3   | В. Пейков (MDA) П WO    | 8     |
| до 82 кг  | Магомед Ибрагимов    | Э. Жабраилов (KAZ) П 1:4 | Утешительный турнир                            | Утешительный турнир                              | Утешительный турнир       | За 5-е место            | 5     |
| до 82 кг  | Магомед Ибрагимов    | Э. Жабраилов (KAZ) П 1:4 | А. Савко (BLR) В 5:0 Н. Гита (ROU) В 5:3       | А. Гоголишвили (GEO) В 6:4 Л. Гатчес (USA) В 3:2 | А. Хадем (IRI) П 0:3      | Э. Жабраилов (KAZ) В WO | 5     |
| до 100 кг | Давуд Магомедов      | А. Джадиди (IRI) П 0:4   | Утешительный турнир                            | Утешительный турнир                              | Утешительный турнир       | За 3-е место            | 11    |
| до 100 кг | Давуд Магомедов      | А. Джадиди (IRI) П 0:4   | Ш. Троплини (ALB) В 10:0                       | А. Сабеев (GER) П 1:3                            | Не прошёл                 | Не прошёл               | 11    |

Греко-римская борьба
Мужчины
| Категория | Спортсмены   | 1/16 финала               | 1/8 финала                | Четвертьфинал             | Полуфинал                | Финал              | Место |
| Категория | Спортсмены   | Соперник Результат        | Соперник Результат        | Соперник Результат        | Соперник Результат       | Соперник Результат | Место |
| --------- | ------------ | ------------------------- | ------------------------- | ------------------------- | ------------------------ | ------------------ | ----- |
| до 48 кг  | Таир Захидов | О. Кучеренко (GER) П 0:10 | Утешительный турнир       | Утешительный турнир       | Утешительный турнир      | За 3-е место       | 14    |
| до 48 кг  | Таир Захидов | О. Кучеренко (GER) П 0:10 | А. аль-Эзани (YEM) В 11:0 | Ф. Костантино (ITA) П 0:5 | Не прошёл                | Не прошёл          | 14    |
| до 57 кг  | Вилаят Агаев | Ш. Цзэтянь (CHN) П 4:5    | Утешительный турнир       | Утешительный турнир       | Утешительный турнир      | За 3-е место       | 10    |
| до 57 кг  | Вилаят Агаев | Ш. Цзэтянь (CHN) П 4:5    | С. Павловски (POL) В 4:3  | А. Манукян (ARM) В 7:2    | Л. Сармиенто (CUB) П 0:1 | Не прошёл          | 10    |

### Водные виды спорта

#### Плавание
В следующий раунд на каждой дистанции проходили лучшие спортсмены по времени, независимо от места занятого в своём заплыве. Азербайджан в плавании на 50 м вольным стилем представлял Эмин Гулиев, показавший в предварительном заплыве результат в 25.23 с и не прошедший в последующие раунды.
Мужчины
| Соревнование       | Спортсмен   | Предварительные заплывы | Предварительные заплывы | Полуфиналы | Полуфиналы | Финал     | Финал     |
| Соревнование       | Спортсмен   | Результат               | Место                   | Результат  | Место      | Результат | Место     |
| ------------------ | ----------- | ----------------------- | ----------------------- | ---------- | ---------- | --------- | --------- |
| 50 м вольный стиль | Эмин Гулиев | 25.23                   | 59                      | Не прошёл  | Не прошёл  | Не прошёл | Не прошёл |

#### Прыжки в воду
По итогам предварительных 6 прыжков в полуфинал проходило 18 спортсменов. Далее прыгуны выполняли по 5 прыжков из обязательной программы, результаты которых суммировались с результатами предварительных прыжков. По общей сумме баллов определялись финалисты соревнований. Финальный раунд, состоящий из 6 прыжков, спортсмены начинали с результатом, полученным в полуфинале. Азербайджан в этом виде спорта представлял Эмин Джебраилов. В прыжках с высоты 10 метров он набрал 294.93 в квалификации и не смог пробиться в полуфинал.
Мужчины
| Соревнование     | Спортсмены      | Предварительный раунд | Предварительный раунд | Полуфинал            | Полуфинал            | Сумма                | Сумма                | Финал                | Финал                | Итог                 | Итог                 |
| Соревнование     | Спортсмены      | Результат             | Место                 | Результат            | Место                | Результат            | Место                | Результат            | Место                | Результат            | Место                |
| ---------------- | --------------- | --------------------- | --------------------- | -------------------- | -------------------- | -------------------- | -------------------- | -------------------- | -------------------- | -------------------- | -------------------- |
| вышка, 10 метров | Эмин Джебраилов | 294.93                | 27                    | Завершил выступление | Завершил выступление | Завершил выступление | Завершил выступление | Завершил выступление | Завершил выступление | Завершил выступление | Завершил выступление |

### Дзюдо
Соревнования по дзюдо проводились по олимпийской системе на выбывание. Проигравший спортсмен попадал в утешительный турнир, где получал возможность побороться за бронзовую медаль соревнований.
Мужчины
| Категория | Спортсмены     | 1/16 финала        | 1/8 финала         | Четвертьфинал        | Полуфинал            | Финал                | Место                |
| Категория | Спортсмены     | Соперник Результат | Соперник Результат | Соперник Результат   | Соперник Результат   | Соперник Результат   | Место                |
| --------- | -------------- | ------------------ | ------------------ | -------------------- | -------------------- | -------------------- | -------------------- |
| до 60 кг  | Назим Гусейнов | ARGХ. Ленсина В    | MEXР. Ачуна П      | Завершил выступление | Завершил выступление | Завершил выступление | Завершил выступление |

Женщины
| Категория | Спортсмены        | 1/16 финала        | 1/8 финала         | Утешительный турнир | Утешительный турнир | Утешительный турнир | За 3-е место          | Место |
| Категория | Спортсмены        | Соперник Результат | Соперник Результат | Соперник Результат  | Соперник Результат  | Соперник Результат  | Соперник Результат    | Место |
| --------- | ----------------- | ------------------ | ------------------ | ------------------- | ------------------- | ------------------- | --------------------- | ----- |
| до 56 кг  | Зульфия Гусейнова | Не участвовала     | ESPИ. Фернандес П  | AUSН. Хилл В        | HUNМ. Пекли В       | BELМ. Ломба П       | Завершила выступление | 7     |

### Лёгкая атлетика
В лёгкой атлетике Азербайджан был представлен четырьмя спортсменами — тремя мужчинами и одной женщиной. В беге на 100 метров страну представляли Ариф Ахундов и Эльвира Джаббарова, в тройном прыжке — чемпион Азии 1993 года Алексей Фатянов и бронзовый призёр чемпионата Азии 1995 года Васиф Асадов. Однако ни один из этих легкоатлетов не смог пробиться в финалы состязаний.
Мужчины
Беговые дисциплины
| Дисциплина        | Спортсмен    | Предварительный раунд | Предварительный раунд | Предварительный раунд | Четвертьфиналы       | Четвертьфиналы       | Четвертьфиналы       | Полуфиналы           | Полуфиналы           | Полуфиналы           | Финал                | Финал                |
| Дисциплина        | Спортсмен    | Забег                 | Время                 | Место                 | Забег                | Время                | Место                | Забег                | Время                | Место                | Время                | Место                |
| ----------------- | ------------ | --------------------- | --------------------- | --------------------- | -------------------- | -------------------- | -------------------- | -------------------- | -------------------- | -------------------- | -------------------- | -------------------- |
| бег на 100 метров | Ариф Ахундов | 1                     | 13:27,11              | 7                     | Завершил выступление | Завершил выступление | Завершил выступление | Завершил выступление | Завершил выступление | Завершил выступление | Завершил выступление | Завершил выступление |

Технические дисциплины
| Дисциплина     | Спортсмен        | Квалификация | Квалификация | Финал                | Финал                |
| Дисциплина     | Спортсмен        | Результат    | Место        | Результат            | Место                |
| -------------- | ---------------- | ------------ | ------------ | -------------------- | -------------------- |
| тройной прыжок | Васиф Асадов     | 16,21        | 11           | Завершил выступление | Завершил выступление |
| тройной прыжок | Алексей Фатьянов | 16,14        | 18           | Завершил выступление | Завершил выступление |

Женщины
Беговые дисциплины
| Дисциплина        | Спортсмен          | Предварительный раунд | Предварительный раунд | Предварительный раунд | Четвертьфиналы        | Четвертьфиналы        | Четвертьфиналы        | Полуфиналы            | Полуфиналы            | Полуфиналы            | Финал                 | Финал                 |
| Дисциплина        | Спортсмен          | Забег                 | Время                 | Место                 | Забег                 | Время                 | Место                 | Забег                 | Время                 | Место                 | Время                 | Место                 |
| ----------------- | ------------------ | --------------------- | --------------------- | --------------------- | --------------------- | --------------------- | --------------------- | --------------------- | --------------------- | --------------------- | --------------------- | --------------------- |
| бег на 100 метров | Эльвира Джаббарова | 2                     | 11:96                 | 8                     | Завершила выступление | Завершила выступление | Завершила выступление | Завершила выступление | Завершила выступление | Завершила выступление | Завершила выступление | Завершила выступление |

### Стрельба
Мужчины
| Соревнование | Спортсмен       | Квалификация | Квалификация | Финал                | Финал                |
| Соревнование | Спортсмен       | Результат    | Место        | Результат            | Место                |
| ------------ | --------------- | ------------ | ------------ | -------------------- | -------------------- |
| скит         | Валерий Тимохин | 116          | 38           | Завершил выступление | Завершил выступление |

Женщины
| Соревнование                       | Спортсмен     | Квалификация | Квалификация | Финал                 | Финал                 |
| Соревнование                       | Спортсмен     | Результат    | Место        | Результат             | Место                 |
| ---------------------------------- | ------------- | ------------ | ------------ | --------------------- | --------------------- |
| пневматический пистолет, 10 метров | Ирада Ашумова | 381          | 10           | Завершила выступление | Завершила выступление |
| пистолет, 25 метров                | Ирада Ашумова | 576          | 15           | Завершила выступление | Завершила выступление |

### Тяжёлая атлетика
В рамках соревнований по тяжёлой атлетике проводилось два упражнения — рывок и толчок. В каждом из упражнений спортсмену давалось 3 попытки, в которых он мог заказать любой вес, кратный 2,5 кг. Победитель определялся по сумме двух упражнений.
Мужчины
| Категория | Спортсмен      | Вес   | Рывок | Рывок | Рывок | Толчок | Толчок | Толчок | Всего | Место |
| Категория | Спортсмен      | Вес   | 1     | 2     | 3     | 1      | 2      | 3      | Всего | Место |
| --------- | -------------- | ----- | ----- | ----- | ----- | ------ | ------ | ------ | ----- | ----- |
| до 59 кг  | Асиф Меликов   | 58,74 | DNF   | DNF   | DNF   | DNF    | DNF    | DNF    | DNF   | DNF   |
| до 83 кг  | Тофик Гейдаров | 82,83 | 150,0 | 160,0 | 162,5 | 180,0  | 190,0  | 190,0  | 330.0 | 11    |

### Фехтование
В индивидуальных соревнованиях спортсмены сражались три раунда по три минуты, либо до того момента, как один из спортсменов нанесёт 15 уколов. В командных соревнованиях поединок шёл 9 раундов по 3 минуты каждый, либо до 45 уколов. Если по окончании времени в поединке был зафиксирован ничейный результат, то назначалась дополнительная минута до «золотого» укола.
Азербайджан в фехтовании представлял Эльхан Мамедов, состязавшийся в индивидуальной сабле. Однако, уже в первой встрече он проиграл Владимиру Калюжному с Украины со счётом 5:15 и выбыл из турнира.
Мужчины
| Соревнование         | Спортсмены     | 1/32 финала           | 1/16 финала          | 1/8 финала           | Четвертьфинал        | Полуфинал            | Финал                | Место |
| Соревнование         | Спортсмены     | Соперник Результат    | Соперник Результат   | Соперник Результат   | Соперник Результат   | Соперник Результат   | Соперник Результат   | Место |
| -------------------- | -------------- | --------------------- | -------------------- | -------------------- | -------------------- | -------------------- | -------------------- | ----- |
| индивидуальная сабля | Эльхан Мамедов | UKRВ. Калюжный П 5:15 | Завершил выступление | Завершил выступление | Завершил выступление | Завершил выступление | Завершил выступление | 40    |